# Filmografia de Tommy Lee Jones
Esta é uma filmografia sobre Tommy Lee Jones, listando todos os filmes em que atuou, escreveu e/ou dirigiu.
| Ano  | Filme                                   | Papel                              | Notas |
| ---- | --------------------------------------- | ---------------------------------- | --- |
| 1970 | Love Story                              | Hank Simpson                       | |
| 1971 | One Life to Live                        | Dr. Mark Toland                    | Novela |
| 1973 | Life Study                              | Gus                                | |
| 1975 | Eliza's Horoscope                       | Tommy Lee                          | |
| 1976 | Charlie's Angels                        | Aram Kolegian                      | TV, 1 episódio |
| 1976 | Smash-Up on Interstate 5                | Oficial Hutton                     | TV |
| 1976 | Jackson County Jail                     | Coley Blake                        | |
| 1976 | Family                                  | David Needham                      | TV, 1 episódio |
| 1977 | The Amazing Howard Hughes               | Howard Hughes                      | |
| 1977 | Rolling Thunder                         | Cabo Johnny Vohden                 | |
| 1978 | The Betsy                               | Angelo Perino                      | |
| 1978 | Eyes of Laura Mars                      | John Neville                       | |
| 1980 | Coal Miner's Daughter                   | Doolittle 'Mooney' Lynn            | |
| 1980 | Barn Burning                            | Ab Snopes                          | TV |
| 1981 | Back Roads                              | Elmore Pratt                       | |
| 1982 | The Executioner's Song                  | Gary Mark Gilmore                  | |
| 1982 | The Rainmaker                           | Starbuck                           | TV |
| 1983 | Nate and Hayes                          | Capitão Bully Hayes                | |
| 1984 | The River Rat                           | Billy                              | |
| 1985 | Cat on a Hot Tin Roof                   | Brick Pollitt                      | TV |
| 1986 | The Park is Mine                        | Mitch                              | TV |
| 1986 | Black Moon Rising                       | Quint                              | |
| 1986 | Yuri Nosenko, KGB                       | Steve Daley                        | TV |
| 1987 | Broken Vows                             | Pater Joseph McMahon               | TV |
| 1987 | The Big Town                            | George Cole                        | |
| 1988 | Stranger on My Land                     | Bud Whitman                        | TV |
| 1988 | April Morning                           | Moses Cooper                       | TV |
| 1988 | Stormy Monday                           | Cosmo                              | |
| 1988 | Gotham                                  | Eddie Mallard                      | TV |
| 1989 | Lonesome Dove                           | Woodrow F. Call                    | |
| 1989 | The Package                             | Thomas Boyette                     | |
| 1990 | Fire Birds                              | Brad Little                        | |
| 1991 | JFK                                     | Clay Shaw/Clay Bertrand            | |
| 1992 | Under Siege                             | William Strannix                   | |
| 1993 | House of Cards                          | Jake Beerlander                    | |
| 1993 | The Fugitive                            | Marshal Samuel Gerard              | |
| 1993 | Heaven & Earth                          | Steve Butler                       | |
| 1994 | Blown Away                              | Ryan Gaerity                       | |
| 1994 | The Client                              | 'Promotor' Roy Foltrigg            | |
| 1994 | Natural Born Killers                    | Warden Dwight McClusky             | |
| 1994 | Blue Sky                                | Major Henry 'Hank' Marshall        | |
| 1994 | Cobb                                    | Ty Cobb                            | |
| 1995 | The Good Old Boys                       | Hewey Calloway                     | Também diretor |
| 1995 | Batman Forever                          | Harvey Dent/Duas-Caras             | |
| 1997 | Volcano                                 | Mike Roark                         | |
| 1997 | Men in Black                            | Kevin Brown/Agente K               | |
| 1998 | U.S. Marshals                           | Vice-marechal Samuel Gerard        | |
| 1998 | Small Soldiers                          | Chip Hazard                        | Voz |
| 1999 | Double Jeopardy                         | Travis Lehman                      | |
| 2000 | Rules of Engagement                     | Coronel Hayes 'Hodge' Hodges       | |
| 2000 | Space Cowboys                           | William "Hawk" Hawkins             | |
| 2002 | Men in Black II                         | Kevin Brown/Agente K               | |
| 2003 | The Hunted                              | L.T. Bonham                        | |
| 2003 | The Missing                             | Samuel Jones/Chaa-duu-ba-its-iidan | |
| 2005 | Man of the House                        | Roland Sharp                       | |
| 2005 | The Three Burials of Melquiades Estrada | Pete Perkins                       | Também diretor |
| 2006 | A Prairie Home Companion                | Axeman                             | |
| 2007 | No Country for Old Men                  | Ed Tom Bell                        | |
| 2007 | In the Valley of Elah                   | Hank Deerfield                     | |
| 2008 | Harvard Beats Yale 29-29                | Ele mesmo                          | Entrevistado para o documentário, do diretor Kevin Rafferty, relativo à partida de futebol entre Harvard e Yale em 1968. Jones esteve presente. |
| 2009 | In the Electric Mist                    | Dave Robicheaux                    | |
| 2010 | The Company Men                         | Gene McClary                       | |
| 2011 | Captain America: The First Avenger      | Coronel Phillips                   | |
| 2012 | Men in Black III                        | Kevin Brown/Agente K               | |
| 2012 | Hope Springs                            | Arnold Soames                      | |
| 2012 | Lincoln                                 | Congressista Thaddeus Stevens      | |
| 2013 | Emperor                                 | General Douglas MacArthur          | |
| 2013 | The Family                              | Robert Stansfield                  | |
| 2013 | The Homesman                            | George Briggs                      | Também diretor/roteirista |
| 2016 | Criminal                                | Dr. Micah Franks                   | |
| 2016 | Jason Bourne                            | Robert Dewey                       | |
| 2016 | Mechanic: Resurrection                  | Max Adams                          | |
| 2017 | Shock and Awe                           | Joseph L. Galloway                 | |
| 2017 | Just Getting Started                    | Leo McKay                          | |
| 2019 | Ad Astra                                | Clifford McBride                   | |
| 2019 | Wander                                  | Jimmy Cleats                       | |
| 2020 | The Comeback Trail                      | Duke Montana                       | |